# Alvin M. Johnston
Pour les articles homonymes, voir Johnston.
Ne doit pas être confondu avec Rankin Johnson, Sr..
Alvin M. « Tex » Johnston, né le 18 août 1914 à Admire et mort le 29 octobre 1998, est un pilote d'essai américain pour Bell Aircraft Corporation et Boeing Commercial Airplanes. Il a notamment réalisé des vols d'essai pour le développement du Boeing 707 et du Boeing B-52 Stratofortress.